# Apulanta
Gli Apulanta sono un gruppo musicale finlandese fondato nel 1991 quando i loro componenti erano adolescenti.
Inizialmente suonarono varie forme di rock come punk, ska e metal, successivamente si spostarono verso uno stile più radiofonico. Le loro canzoni più recenti sono melodie con ritornelli orecchiabili accompagnati da chitarre heavy. Hanno sfondato nella musica con la loro canzone Mitä kuuluu dall'album Hajonnut seguita dal singolo Anna mulle piiskaa. Successivamente sono rimasti al top delle classifiche finlandesi confermandosi una delle più famose rock band della Finlandia. Teit meistä kauniin è una delle maggiori loro vendite in Finlandia con il singolo Koneeseen kadonnut. A gennaio 2006, 16 dei loro singoli e 8 album hanno raggiunto la prima posizione nelle classifiche finlandesi.
La band attualmente è composta da due dei membri fondatori Toni Wirtanen e Simo "Sipe" Santapukki e da Sami Lehtinen, che ha rimpiazzato il precedente bassista, Tuukka Temonen.

## Membri
- Toni Wirtanen - voce e chitarra (1991–...)
- Simo "Sipe" Santapukki - batteria (1991–...)
- Sami "Parta-Sami" Lehtinen - basso (2005–...)

### Ex componenti
- Antti Lautala - voce e chitarra (1991–1994)
- Amanda ”Mandy” Gaynor - basso (1992–1993)
- Tuukka Temonen - basso (1993–2004)
- Jani Törmälä - chitarra nei tour (1997, 1998, 2000)
- Sami Yli-Pihlaja - chitarra nei tour (1998-1999, 2000)
- Marzi Nyman - chitarra nei tour (2000)
- Markus "Masi" Hukari - chitarra nei tour (2001)

## Discografia

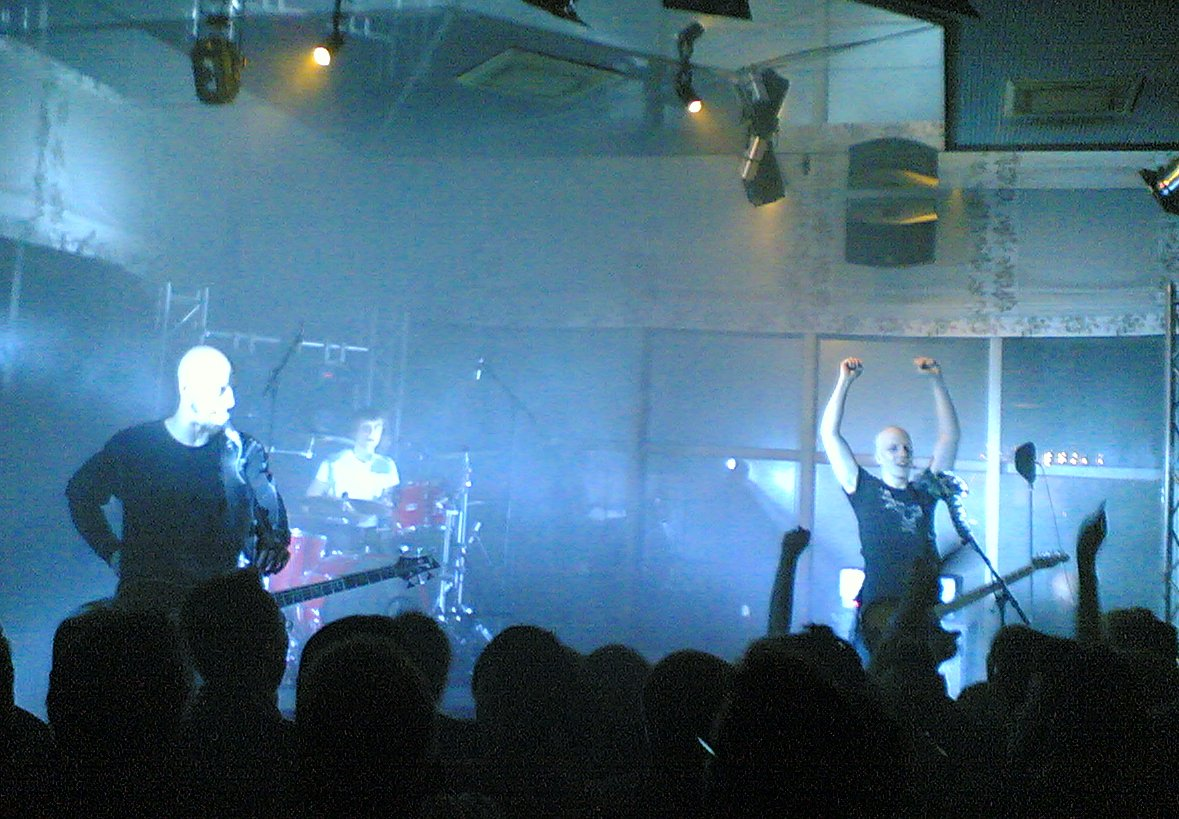
Apulanta a Tampere, 2005

### Album studio
- 1994 - Attack of the A.L. People
- 1996 - Ehjä
- 1997 - Kolme
- 1998 - Aivan Kuin Kaikki Muutkin
- 2000 - Plastik
- 2001 - Heinola 10
- 2002 - Hiekka
- 2005 - Kiila
- 2007 - Eikä Vielä Ole Edes Ilta
- 2008 - Kuutio (Kuinka Aurinko Voitettiin)
- 2012 - Kaikki kolmesta pahasta
- 2015 - Kunnes siitä tuli totta
- 2022 - Sielun kaltainen tuote

### Singoli
- 1993 - Mikä ihmeen Apulanta?
- 1994 - T.S. + A.L.
- 1994 - Tuttu TV:stä
- 1995 - Hajonnut EP
- 1996 - Anna mulle piiskaa
- 1997 - Mato
- 1997 - Mitä vaan
- 1997 - Liikaa
- 1998 - Teit meistä kauniin
- 1999 - Hallaa
- 1999 - Torremolinos 2000
- 1999 - Käännä se pois A
- 1999 - Käännä se pois B
- 2000 - Ei yhtään todistajaa
- 2000 - Maanantai
- 2001 - Viivakoodit
- 2001 - Reunalla
- 2001 - Kadut
- 2002 - Saasta
- 2002 - Hiekka
- 2003 - Jumala
- 2004 - Pudota EP
- 2005 - Pahempi toistaan
- 2005 - Armo
- 2006 - Koneeseen Kadonnut
- 2008 - Kesä EP
- 2008 - Vauriot // Kumi, nahka, piiska / Punainen helvetti
- 2009 - Ravistettava ennen käyttöä
- 2011 - Vääryyttä!!!1!
- 2011 - Pihtiote
- 2012 - Zombeja!
- 2012 - Aggressio
- 2013 - Poltettu karma
- 2013 - Mä nauran tälle
- 2015 - Sun kohdalla
- 2015 - Tivoli
- 2015 - Valot pimeyksien reunoilla

### DVD
- 2002 - Liikkuvat kuvat
- 2006 - Kesäaine